# Franz Krieg von Hochfelden

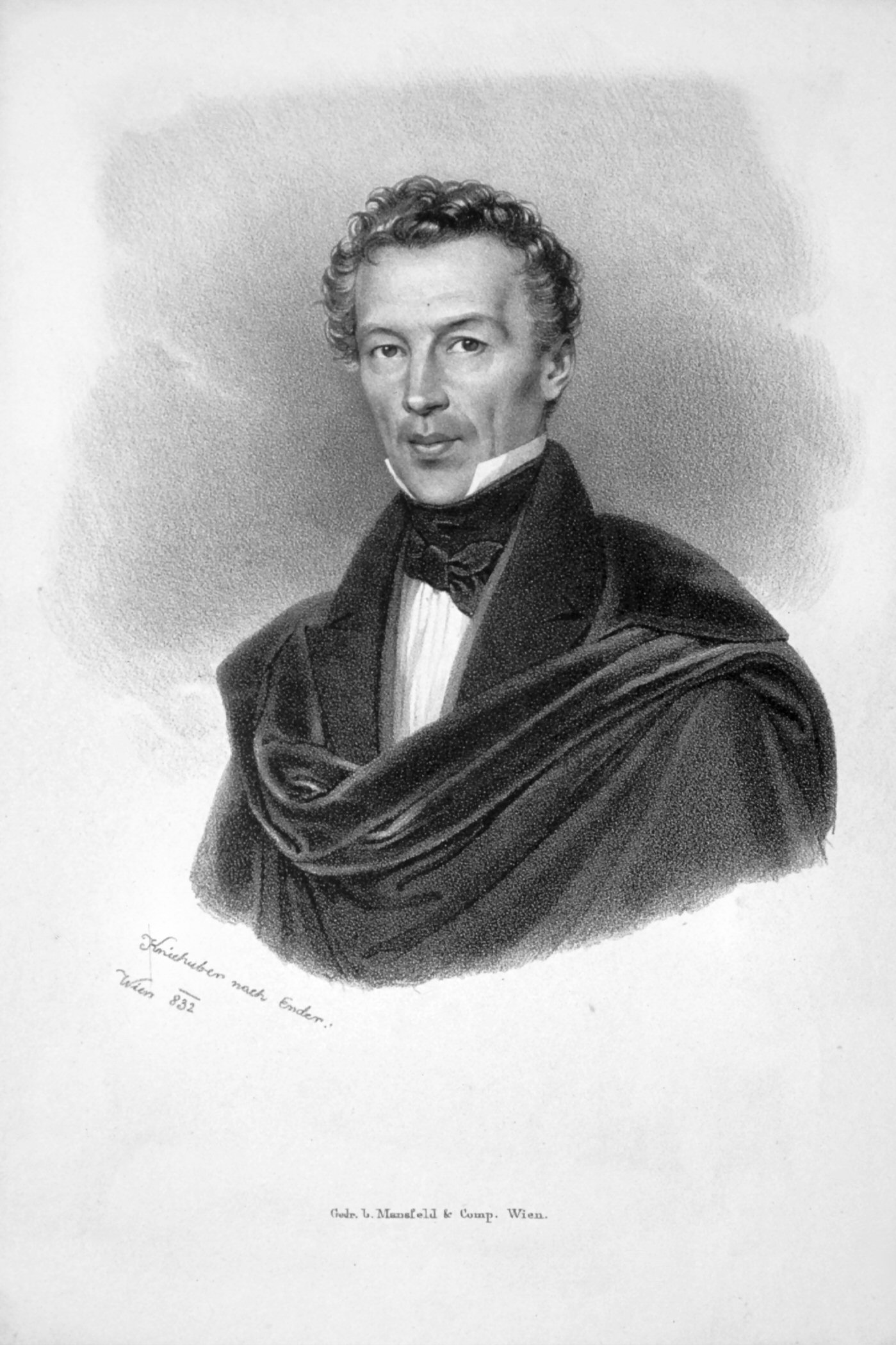
Franz Krieg von Hochfelden, Lithographie von Josef Kriehuber, 1832

Franz Krieg von Hochfelden (* 10. Dezember 1776 in Rastatt; † 17. April 1856 in Wien) war ein österreichischer Staatsmann.

## Herkunft
Franz Krieg von Hochfelden entstammt einer badischen, Ende des 18. Jahrhunderts geadelten Beamtenfamilie. Seine Eltern waren der kurfürstlich badische Geheime Rat Christoph Krieg von Hochfelden († 1806) und dessen Ehefrau Jacobea von Vogel.

## Leben
Mit 17 Jahren trat er in die kaiserliche Armee ein, quittierte jedoch bald seinen Dienst und trat in die Verwaltung ein. Daneben absolvierte er ein Studium der Rechte an der Universität Lemberg und an der Universität Krakau. Ab 1803 war er Konzipist beim Krakauer und später beim Lemberger Gubernium. Nun folgte eine stetige Beamtenkarriere: 1807 Präsidialsekretär, 1808 Gubernialrat, 1810 Kreishauptmann, 1815 Hofrat in Lemberg, 1813 Versetzung in die Allgemeine Hofkammer in Wien, 1829 Hofkammervizepräsident, 1831 Gubernialpräsident in Lemberg. Während seiner Zeit bei der Allgemeinen Hofkammer brachte er wichtige Handelsverträge zum Abschluss und erwirkte eine Herabsetzung der Transitzölle. In Galizien machte er sich um das Verkehrs- und  Unterrichtswesen verdient. Die unklare Haltung der Verwaltung Galiziens während des Polenaufstandes 1846 führten im folgenden Jahr zur Versetzung in den Ruhestand.
Krieg von Hochfelden wurde vielfach ausgezeichnet: 1818 Freiherr, 1831 Geheimrat und Kommandeurskreuz des St.Stephans-Ordens mit Brillanten. 1851 wurde er in den neu gegründeten Reichsrat berufen und übernahm von Karl Friedrich von Kübeck das Amt als dessen Vorsitzender.
Er wurde in Wien auf dem Hietzinger Friedhof in einem ehrenhalber gewidmeten Grab (Gruppe 4, Nummer 80) bestattet.

## Familie
Krieg heiratete Dorothea von Wadawska (* 1781; † 19. Dezember 1861). Das Paar hatte mehrere Kinder:
- Wilhelm  (* 7. Oktober 1805; † 24. Mai 1873), K.K. Hofrat ⚭ 1856 Valentine Klette von Klettenhof  (* 6. Dezember 1840;  † 1889)
- Josef Gustav (* 26. Januar 1807), Landesgerichtsrat ⚭ 1856 Marie Edle von Perres (* 8. September 1826; † 25. April 1857), Tochter von Joseph Berres Edler von Perez
- Julia (1811–1895)

⚭ 1839 Moritz von Woyna († 1839)
⚭ 1844 Ludwig von Benedek († 27. April 1881), K.K. Feldzeugmeister